# Gornji Lipovac (Chorwacja)
Gornji Lipovac – wieś w Chorwacji, w żupanii brodzko-posawskiej, w gminie Nova Kapela. W 2011 roku liczyła 88 mieszkańców.